# Punisher: War Zone
Punisher: War Zone (englisch Bestrafer: Kriegsgebiet) ist ein US-amerikanischer Action-Antihelden-Film aus dem Jahr 2008, der auf einem Marvel Comic namens The Punisher basiert. Zwei weitere Verfilmungen stammen aus den Jahren 1989 und 2004, eine Serie (Marvel’s The Punisher) aus den Jahren 2017–2019.

## Handlung
Punisher: War Zone spielt sechs Jahre, nachdem Frank Castle zum Punisher wurde. Der inzwischen berühmt-berüchtigte Punisher stürmt eine Feier des Mafiabosses Gaitano Cesare und richtet dabei gnadenlos alle Gäste hin. Nur Billy Russoti und drei seiner Leute können fliehen und verstecken sich in einer Recyclingfabrik. Beim Verlassen der Villa wird Frank Castle von Detective Saffiotti gestellt, wird jedoch laufen gelassen, nachdem dieser Frank erkennt. Des Weiteren gibt dieser Frank den Hinweis, dass Billy Russoti mit einigen Leuten in eine Recyclingfabrik fliehen konnte. Frank Castle betritt die Fabrik und tötet beim Eindringen Nicky Donatelli. Billy Russoti hört die Schüsse und versucht daraufhin, den Punisher zu töten, wird jedoch nach einem kurzen Schusswechsel von diesem in eine Glasrecyclingmaschine gestoßen, die ihn verschlingt. Kurze Zeit später tauchen die Wachen auf. Während des Feuergefechts landet Frank Castle neben dem zuvor getöteten Nicky Donatelli und stellt fest, dass dieser ein Undercover-FBI-Agent war.
Der ehemalige Partner von Nicky Donatelli, Paul Budiansky, will den Punisher fangen. Er schließt sich nach dessen Beerdigung dem New York Police Department an und kommt zur Punisher Task Force, wo er auf Detective Martin Soap trifft. In der Zwischenzeit stellt sich heraus, dass der totgeglaubte Billy Russoti nicht gestorben ist. Da aber durch das Glas in der Maschine sein Gesicht vollkommen zerstört wurde, versucht er es von einem plastischen Chirurgen wieder richten zu lassen. Doch auch dieser kann sein Gesicht nicht wiederherstellen. In seiner Wut tötet dieser den Chirurgen und schwört dem Punisher Rache. Von da an nennt Billy sich nun Jigsaw und will sich die Hilfe seines geistesgestörten Bruders holen, der in der Irrenanstalt sitzt. In der Anstalt bricht Jigsaw dem Psychiater das Genick und sein Bruder, Loony Bin Jim, tötet einen Pfleger, indem er ein Organ des Pflegers rausreißt und isst.
Frank Castle versucht sich, von seiner Schuld getrieben, bei der Familie von Nicky Donatelli zu entschuldigen, wird aber weggeschickt. Kurze Zeit später bricht Jigsaw in das Haus von Nicky Donatelli ein und hält dessen Frau und Tochter als Geisel, während er nach dem Geld sucht, auf das der Verstorbene aufpassen sollte.
Währenddessen erfährt Frank Castle, der auf der Suche nach Jigsaw ist, dass dieser zu der Familie von Nicky Donatelli gefahren ist. Als Frank versucht, dorthin zu laufen, wird er von Paul Budiansky aufgehalten, der versucht diesen festzunehmen. Nach einem Kampf kann Paul Budiansky Frank Castle festnehmen. Dieser warnt Paul allerdings, dass Jigsaw mit seinen Männern auf dem Weg zu den Donatellis ist. Nachdem dieser einen Streifenpolizisten dorthin geschickt hat, der sich aber nicht mehr meldet, fährt Paul selbst dorthin und betritt das Haus, wo er die Leichen der beiden Streifenpolizisten findet. Allerdings wird er durch die Geiseln gezwungen, selber eine Geisel zu werden. In der Zwischenzeit lässt Detective Soap, der eigentlich ein Gehilfe des Punishers ist, diesen laufen. Daraufhin betritt der Punisher das Haus durch den Hintereingang, erledigt zwei von Jigsaws Leuten und rettet die Geiseln. Dennoch besteht Paul darauf, Frank festzunehmen. Als dieser das Haus schon verlassen hat, tauchen Jigsaw und sein Bruder auf, die auf der oberen Etage waren, und nehmen Paul Budiansky unter Beschuss. Nach einem kurzen Feuergefecht kann Paul beide festnehmen. Frank hat in der Zwischenzeit die Frau und die Tochter von Nicky Donatelli in sein Quartier gebracht, da er der Meinung ist, dass es dort sicherer sei.
Jigsaw kann mit Agent Miller einen Deal aushandeln, indem er ihm Cristu Bulat ausliefert, welcher biologische Waffen schmuggelt. Daraufhin wird Jigsaw wieder auf freien Fuß gesetzt, bekommt das Geld, das Donatelli versteckt hat, und die Akte zu Microchip, dem Gehilfen von Frank Castle. Jigsaw und sein Bruder töten daraufhin Microchips Mutter, nehmen diesen als Geisel und schaffen es auch, die Frau und die Tochter von Nicky Donatelli aus Franks Versteck zu entführen. Des Weiteren stellen sie eine Armee von Kriminellen ein, die alle einen Groll gegen den Punisher hegen, und besetzen dann das Bradstreet Hotel.
Der Punisher bittet Paul Budiansky um Hilfe und dieser sorgt dafür, dass die Wachen in der untersten Etage abgelenkt werden, indem er dem Vater von Christu Bulat erzählt, wo sich Jigsaw befindet. Dieser schickt daraufhin seine Leute dorthin, um sich an Jigsaw für seinen Verrat zu rächen. Als Paul mit Frank ebenfalls in das Gebäude dringen will, schlägt Frank Paul k. o., da Frank weiß, dass er Jigsaw allein entgegentreten muss. In einem brutalen Schusswechsel kämpft sich Frank bis zu Jigsaw durch, der diesen vor die Wahl stellt, indem er auf der einen Seite Microchip mit einer Waffe bedroht und auf der anderen Seite sein Bruder der Tochter von Nicky Donatelli eine Waffe an den Kopf hält. Frank hat die freie Wahl und soll nun eine der beiden Geiseln erschießen. Microchip sagt Frank, er solle sich für ihn entscheiden, da die Tochter von Donatelli noch ein Kind sei. Frank willigt ein. Als er abdrücken will, zieht er die Waffe zum Bruder von Jigsaw und erschießt diesen. Daraufhin richtet Jigsaw Microchip hin und schießt auf die Donatellis, doch Frank wirft sich mit seiner kugelsicheren Weste davor und tötet nach dem folgenden Zweikampf Jigsaw mit seinen bloßen Händen.
Vor dem Gebäude verabschiedet sich Frank von den Donatellis, und Detective Soap versucht Frank dazu zu überreden, sein Alter Ego Punisher ruhen zu lassen. Doch Soap ändert seine Meinung, als er kurze Zeit später von einem Kriminellen mit der Waffe bedroht wird und Frank ihn vor diesem rettet, indem er den Kriminellen erschießt.

## Kritiken
„[…] Ausgerüstet mit großkalibriger Feuerpower, Handgranaten und frei von Skrupeln befördert diese Inkarnation vom Punisher seine Widersacher besonders gewalttätig ins Jenseits. Hartgesottene Fanboys mit Geschmack für schrägen Humor werden davon entzückt sein.“

„Als dreckiger B-Thriller hätte ‚War Zone‘ durchaus Potential gehabt. Die Shootouts sind zwar zusammengeklaut – besonders arg traf es den Genre-Kollegen Hitman, aus dem gleich ganze Kampfchoreographien übernommen werden –, aber immerhin nett anzusehen. Vor allem die urbanen Sets mit ihren Anklängen an Film Noir und Industriekultur besitzen atmosphärische Qualitäten. Schade, dass sich die aufkeimende Stimmung nie entfalten kann, sondern von den banalen Figuren und den hölzernen Dialogen gleich wieder konterkariert wird. Als ob das nicht ärgerlich genug wäre, feiert „War Zone“ eine abstruse Logik der Gewalt, die gegen Ende mit einem ekelhaft prätentiösen Bild untermauert wird: Vor der leuchtenden „Jesus Saves“-Parole auf einer Kirchenwand darf der Punisher einen letzten irregeleiteten Obdachlosen in die ewigen Jagdgründe befördern. Dass Spider-Man einst zum Kampf gegen diesen Zynismus angetreten ist, leuchtet ein. Wie schön, dass sein viertes Leinwandabenteuer von dieser Figur verschont bleiben wird.“

„Äußerst blutrünstige Verfilmung eines Marvel-Comics, die ihren Helden schnörkellos zur Tat schreiten lässt.“

## Veröffentlichung
Aufgrund seines schlechten Einspielergebnisses in Nordamerika ist Punisher – War Zone im Herbst 2009 direkt als DVD- und Blu-Ray-Release in Deutschland erschienen. Die Fassung mit FSK 18 wurde um die meisten Gewaltszenen erleichtert. Jedoch ist ebenso eine ungeschnittene DVD/BluRay mit SPIO/JK-Symbol erhältlich. Ein Director’s Cut ist zusätzlich in Planung. Die Indizierung des Films wurde im Oktober 2019 wieder aufgehoben. Eine Neuprüfung durch die FSK ergab eine Altersfreigabe ab 18 Jahren für die ungekürzte Fassung.

## Soundtrack zum Film
Der Soundtrack zum Film erschien im Januar 2009 im Handel. Vertreten waren unter anderem Rob Zombie, der auch mit War Zone den Filmsong schrieb, Slayer, Slipknot, Rise Against, Seether, Kerli, Senses Fail, Justice, Pendulum, Hatebreed, Ramallah und Static-X.

## Synchronisation
Die deutsche Synchronisation erfolgte durch die Firma Scala Media GmbH in München. Dialogregie führte Peter Woratz, das Dialogbuch schrieb Stefan Sidak.

## Trivia
Im Film gibt es einige Unterschiede zu den Comics. Ink ist nicht der Sohn von Pitsy und beide sind auch keine Handlanger von Jigsaw, sondern von Nicklas Cavella, aus den Garth Ennis Comics.
Außerdem hat Jigsaw keinen Bruder namens Loony Bin Jim.